# Lhoussain Azergui
Lhoussain Azergui (Tinejdad, 1975) è uno scrittore e giornalista marocchino.

## Biografia
Azergui, nato a Tinejdad nel sud-est del Marocco, è un giornalista e scrittore berbero in lingua berbera e francese.
Nel 2006 ha pubblicato il suo primo romanzo Aghrum n ihaqqaren (Il pane dei corvi). Nel 2010 con Omar Derouich e Muhend Amezyan ha pubblicato il suo secondo romanzo Is nsul nedder? (Siamo ancora vivi?).

## Opere
- Aghrum n ihaqqaren (Pane dei corvi),(Romanzo) Éditions Idgel, Rabat, 2006.
- (con Omar Derouich e Muhend Saidi Amezyan), Is nsul nedder? (Siamo ancora vivi?), Teatro. Éditions berbères, Parigi, 2010, ISBN 978-2-909039-12-1.
- Ighed n tlelli, (Romanzo) Editions berbères, Parigi, 2012
- Imeggura g Imazighen, (Romanzo) Editions AFAFA, Roubaix, 2014
- Le Maroc face à l'islamisme, (Saggio politico) Édilivre, Parigi, 2011, ISBN 9782812143366.